# 豁阿黑臣
豁阿黑臣（?—?），蒙古首领铁木真的女仆人，侍候诃额仑、孛儿帖。
铁木真的父亲也速该死后，豁阿黑臣一直跟随在诃额仑、铁木真母子身边。铁木真娶孛儿帖为妻，豁阿黑臣侍候孛儿帖。1180年左右，蔑儿乞人来突袭铁木真，豁阿黑臣发觉，告知了诃额仑母子让他们逃走。孛儿帖坐在牛车里，豁阿黑臣对蔑儿乞人谎称车里是羊毛，最终孛儿帖被蔑儿乞人俘虏。后来铁木真借兵，打败蔑儿乞人。豁阿黑臣护送孛儿帖逃出敌人，见到了铁木真。